# The Light User Syndrome
The Light User Syndrome — девятнадцатый студийный альбом британской рок-группы The Fall, записанный в начале 1996 года продюсером Майком Беннеттом и выпущенный 10 июня записывающей компанией Jet Records. 26 июня альбом поднялся до #54 в UK Albums Chart. Релизу предшествовал выпуск эпического трёхчастного сингла «The Chiselers», в мае поднявшегося до #60 в UK Singles Chart.

## Об альбоме
The Light User Syndrome стал первым для новой клавишницы Джулии Нейгл и последним для Брикс Смит. Впервые после дебютного Live at the Witch Trials в работе над релизом The Fall не принял участие Крэйг Скэнлон, незадолго до этого Смитом из группы уволенный.

## Список композиций
1. «D.I.Y Meat» (Smith/Smith)
2. «Das Vulture Ans Ein Nutter-Wain» (Smith/Hanley)
3. «He Pep!» (Smith/Wolstencroft)
4. «Hostile» (Smith/Smith)
5. «Stay Away (Ol' White Train)» (Johnny Paycheck)
6. «Spinetrak» (Smith/Smith)
7. «Interlude»/«Chilinism» (Smith/Burns/Hanley/Wolstencroft/Nagle/Bennett)
8. «Powder Keg» (Smith/Burns)
9. «Oleano» (Smith)
10. «Cheetham Hill» (Smith/Wolstencroft/Bennett)
11. «The Coliseum» (Smith/Spencer)
12. «Last Chance To Turn Around» (Milrose/Bruno/Elgin)
13. «The Ballard Of J. Drummer» (Smith)
14. «Oxymoron» (Smith/Nagle)
15. «Secession Man» (Smith/Burns/Bennett)

## Участники записи
- Mark E. Smith - vocals, tapes
- Brix Smith - guitar, vocals
- Steve Hanley - bass guitar
- Simon Wolstencroft - drums, programming
- Julia Nagle - keyboards, guitar (listed as "Julie" on some editions)
- Karl Burns - drums, vocals, guitar
- Lucy Rimmer - vocals
- Mike Bennett - vocals